# Gaëtan du Bot
Gaëtan du Bot, detto Michel, conte di Talhouët (Rennes, 28 agosto 1922 – Meaux, 8 marzo 2013), è stato un educatore, imprenditore e partigiano francese, noto per la sua attività nello scautismo prima in Francia e poi in Italia. Fu partigiano durante la seconda guerra mondiale.

## Seconda guerra mondiale
Studente all’Università di Rennes, caporeparto e aiuto o responsabile di distretto negli Scout de France (nel quale era entrato come lupetto negli anni ’30), all’età di 17 anni, dopo il bombardamento di Rennes, sua città natale, del giugno 1940, ricevette la Croce di guerra per il coraggio dimostrato nel soccorso ai feriti della stazione in fiamme. Continuò poi lo scautismo in maniera clandestina e gli studi alla Facoltà di lettere.
A seguito dell'armistizio del 1940 e della successiva occupazione della Francia il servizio militare venne sostituito da un servizio civile obbligatorio nei “Chantiers de la Jeunesse” in cui fu istruttore.
Nel 1943 venne convocato, ma cercò di sottrarvisi, al Service du travail obligatoire. 
Da quel momento non si hanno informazioni certe fino a che non viene arrestato dai tedeschi.
Riuscì a liberarsi dalla prigionia con alcuni compagni arrivando in Italia, a Bolzano, dove si unì al Comando Brigate Giovane Italia.
Qui prese parte all’azione condotta dai partigiani del CLN per la liberazione della città, passando poi a Bergamo nel Comando Brigate del Popolo.
Fu condannato in contumacia nel 1947 per "complotto contro la sicurezza esterna dello stato" e discolpato per l'inconsistenza delle prove nel 1951.

## Dopoguerra
A Bergamo trova lavoro come insegnante di lingue alla Scuola Apostolica Domenicana S. Tommaso d’Aquino e, con Padre Vittorio Guglielmo Bassan, collabora alla rinascita dello scautismo bergamasco.
Trasferitosi a Milano continuò gli studi, iniziò a lavorare nell'editoria e incontrò i fratelli Ghetti con i quali condusse il clan "La Rocchetta" dell'ASCI Milano 1, il campo scuola di Colico, la cooperativa scout Kim e la casa editrice Scinò.
Lavorò nell'editoria e nel marketing. Sposatosi, ebbe due figli.
Nel 1949 partecipò all'impresa della Freccia Rossa della Bontà con il falso nome di Dante Manenti, poiché incombevano ancora su di lui accuse risalenti alla guerra poi cadute..
Tornò in Francia nel 2001, dove morì nel 2013.